# Cerkiew Ścięcia Głowy św. Jana Chrzciciela w Moskwie (Bratiejewo)
Cerkiew Ścięcia Głowy św. Jana Chrzciciela – prawosławna cerkiew w Moskwie, w mikrorejonie Bratiejewo, poświęcona w 2011 jako pierwsza ze świątyń wzniesionych w stolicy Rosji w ramach programu budowy 200 nowych cerkwi prawosławnych na terenie miasta.

## Historia
Pierwsza drewniana cerkiew w Bratiejewie, ówcześnie samodzielnej wsi, powstała na początku XVIII w. W 1731 na jej miejsce przeniesiono inną drewnianą świątynię – cerkiew Ścięcia Głowy św. Jana Chrzciciela przeniesioną ze wsi Rożdiestwienno. W latach 1890–1892 ze środków zgromadzonych przez mieszkańców wsi obok drewnianej świątyni powstał obiekt murowany, który zachował wezwanie starszej cerkwi. Złocony ikonostas dla parafii przekazał wielki książę Sergiusz Aleksandrowicz Romanow z żoną Elżbietą. Obydwie cerkwie w Bratiejewie przestały istnieć po rewolucji październikowej – świątynia drewniana w 1928, zaś murowana, stopniowo popadająca w ruinę, około 1945. Według innego źródła cerkiew ta została po rewolucji zaadaptowana na świecki klub, zaś do jej całkowitego zniszczenia doszło dopiero w 1982.
Decyzja o odbudowie cerkwi w Bratiejewie (od 1982 w granicach Moskwy) zapadła w czasie sprawowania urzędu patriarchy moskiewskiego i całej Rusi przez Aleksego II. Od 1996 funkcje tymczasowej świątyni pełnił zaadaptowany do tego celu wagon, następnie powstała drewniana prowizoryczna cerkiew Trójcy Świętej. Ostatecznie prace budowlane ukończono w 2012. Gotową świątynię poświęcił patriarcha moskiewski i całej Rusi Cyryl w asyście arcybiskupa istrińskiego Arseniusza i biskupa podolskiego Tichona. Była to pierwsza cerkiew oddana do użytku w ramach programu budowy 200 nowych świątyń prawosławnych w granicach Moskwy, a równocześnie jest to jedyna świątynia prawosławna w Bratiejewie.

## Architektura
Wygląd budynku nawiązuje do rosyjskich szesnasto- i siedemnastowiecznych cerkwi zwieńczonych dachem namiotowym, w szczególności do cerkwi Przemienienia Pańskiego w Kołomienskoje. Budynek przeznaczony jest dla równoczesnego udziału 600 wiernych w nabożeństwie.